# Kale knoflooktaailing
De kale knoflooktaailing (Mycetinis scorodonius) is schimmel behorend tot de familie Omphalotaceae. De paddenstoel uit het geslacht Mycetinis ruikt naar knoflook. Hij heeft een beige hoed van maximaal 3 cm en een taaie slanke steel. Hij leeft saprotroof op grof strooisel (bladeren, naalden, takjes) soms ook op dikkere takken en stronken, in natte tot droge, voedselarme tot voedselrijke loof- en gemengde loof- en naaldbossen, graslanden, duinen, jeneverbesstruwelen en vochtige heiden.

## Kenmerken

### Uiterlijke kenmerken
Hoed
De vruchtlichamen staan verspreid of in groepen. De hoed is meestal 1 tot 2, zelden maximaal 4 centimeter breed. Hij is uitgespreid en vaak gerimpeld. De kleur is lichtbruin tot bleekgeel. 
Lamellen
De lamellen zijn witachtige lamellen en droog gekruld. 
Steel
De steel is taai en buisvormig. Hij is kaal aan de oppervlakte, glanzend en roodbruin van kleur, bruinzwart aan de basis en meestal bleker aan de bovenkant. Hij is 2 tot 6 centimeter lang en 0,5 tot 3 millimeter dik en loopt taps toe naar beneden. 
Geur en smaak
Het bleke, zeer dunne en taaie vruchtvlees smaakt mild en smaakt en ruikt heel intens naar knoflook of uien. 
Sporenprint
De sporenprint is wit.

### Microscopische kenmerken
De sporen zijn ellipsvormig tot nauw traanvormig en meten 6 tot 10 bij 3 tot 5 µm. Hun oppervlak is glad. Er zijn gespen aanwezig. Cystidia komen voor aan de randen van de lamellen (cheilocystidia), maar niet aan de zijkanten van de lamellen (pleurocystidia). De cheilocystidia bereiken een grootte van 40 tot 11 µm en zijn cilindrisch tot knotsvormig of onregelmatig van vorm. De structuur van de hoedhuid is vergelijkbaar met die van de vruchtlaag (hymeniderm).

## Verspreiding
De schimmel komt onder meer voor in het oostelijke deel van Noord-Amerika en in Europa. De soort leeft als latere afbreker (saprobiont) op dennenafval, houtresten of tussen grassen in naaldbossen en op bosweiden. De vruchtlichamen verschijnen van juni tot november, vaak in grote aantallen na hevige regenval. Ze kunnen verschrompelen als ze droog zijn, uitpuilen en zich herstellen als ze nat zijn.
In Nederland komt hij vrij algemeen voor. Hij staat op de rode lijst in de categorie 'bedreigd'.

## Foto's

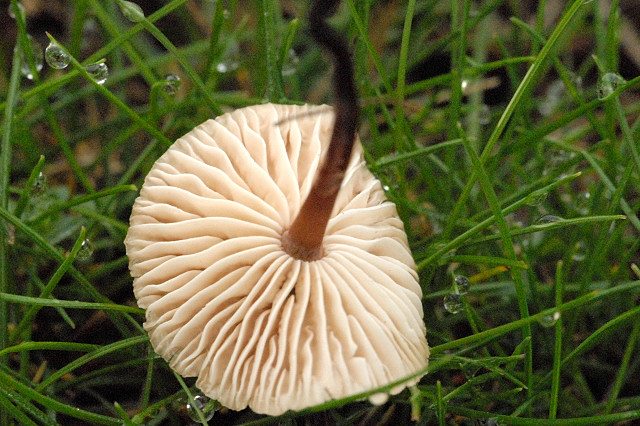
Lamellen
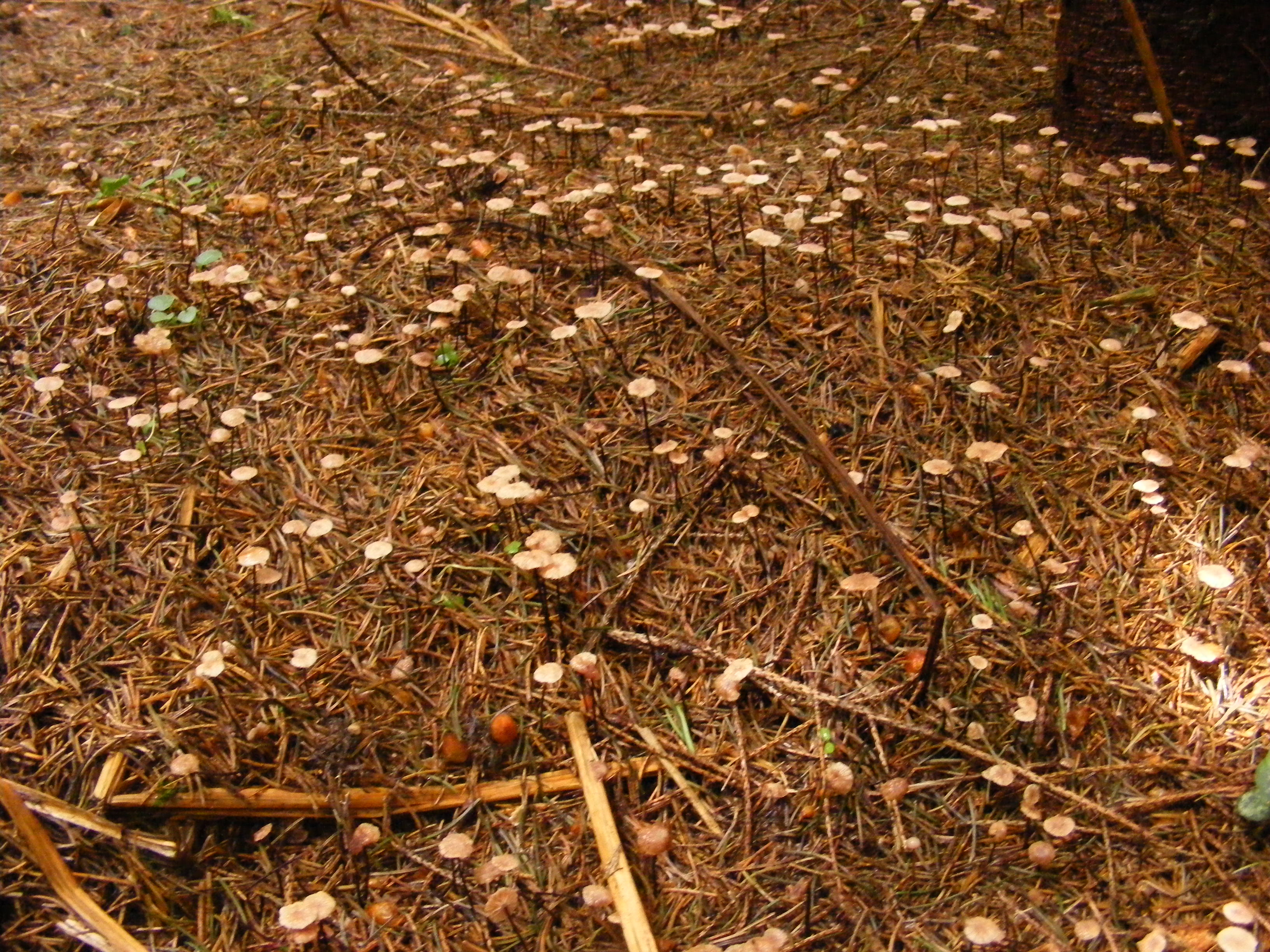
Groep
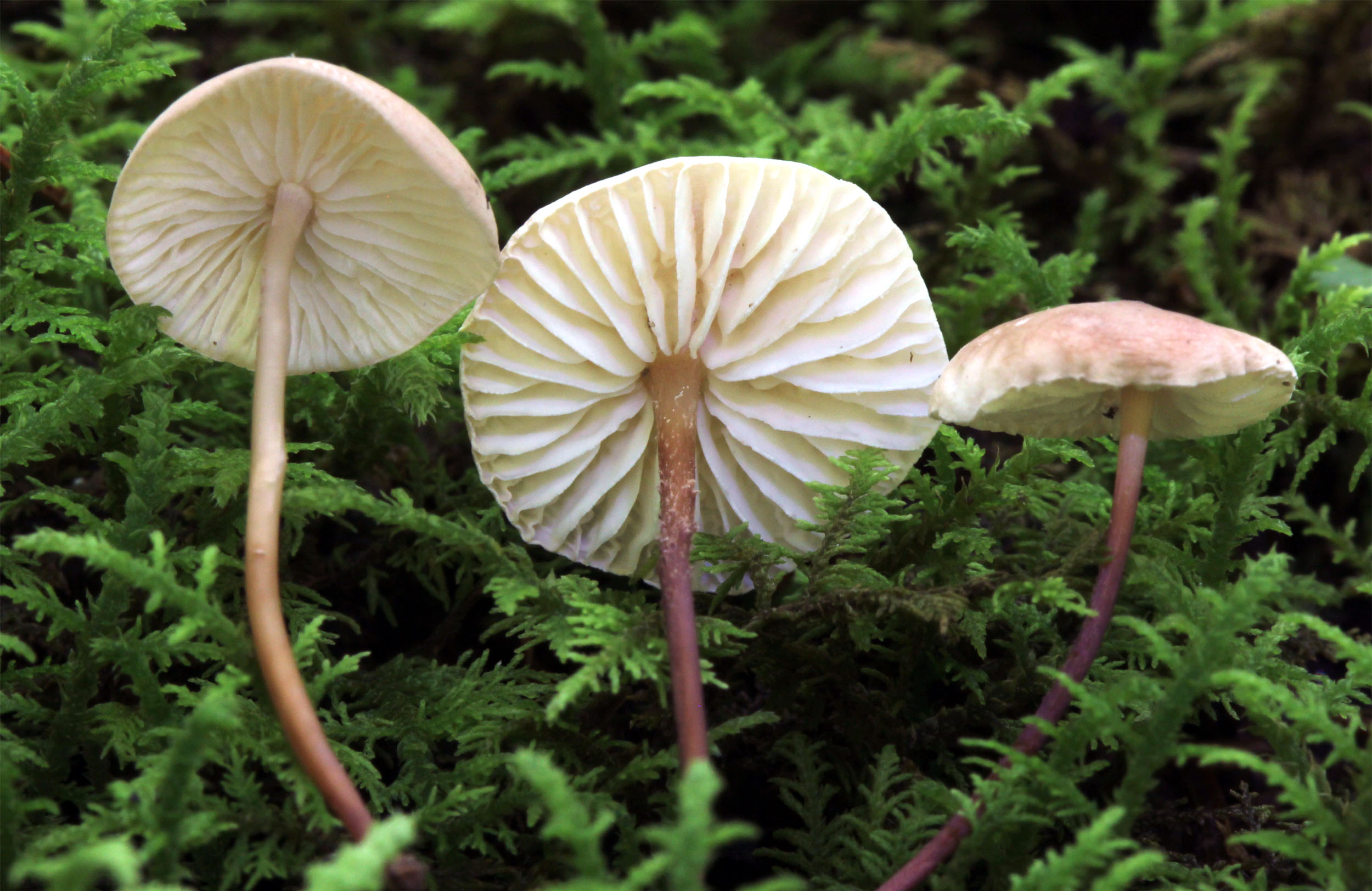
Onderzijde en steel